# Сердцем и разумом
«Сердцем и разумом» (англ. Hearts and Minds) — тринадцатая серия первого сезона американского телесериала «Остаться в живых». Центральный персонаж — Бун — вспоминает, из-за чего приехал в Австралию.

## Сюжет

### Воспоминания
Бун закончил играть в теннис со своей девушкой. Его мобильный телефон зазвонил. Звонила Шеннон, которая просила о помощи. Бун был в США, а Шеннон в Австралии. Бун сказал, что прилетит. Он пришёл к Шеннон. У неё дома был бойфренд, с которым она живёт. Он сказал, чтобы Бун уходил. Тот заметил у сестры синяк на голове. Когда Шеннон звонила ему, он слышал голос её бойфренда, который, судя по всему, избил её. Бун подал заявление в полицию, но там его слова не восприняли всерьёз. В полицейском участке можно увидеть Сойера, которого тащат полицейские, и который орёт, что он не виноват. Затем Бун вновь встречается с бойфрендом сестры и спрашивает, сколько тому надо денег вместо Шеннон. Тот называет сумму, и Бун даёт её. Он делает это уже не в первый раз. Но когда Бун приходит к Шеннон, он понимает, что она обманула его, и что ей с бойфрендом нужны были эти деньги. Бун ушёл, но вечером к нему в номер гостиницы пришла Шеннон, которая сказала, что её друг обманул и её тоже. Она плачет, и в порыве страсти они занимаются любовью. Становится понятно, что они любят друг друга не совсем как брат и сестра, тем более что они сводные, и кровного родства у них нет.

### События
Выжившие недовольны тем, что Локк перестал приносить мясо кабанов. Он объясняет это тем, что кабаны умные животные, и они ушли от людей. А Шеннон недовольна тем, что Бун проводит много времени в джунглях с Локком. Её брат говорит, что они ищут кабанов вместе, но на самом деле это не так. Они пытаются открыть металлический люк, который нашли в джунглях в земле несколькими днями раньше. У люка нет ручек, и есть пуленепробиваемое стекло. Локк не хочет никому рассказывать о находке, и хочет открыть люк. Отношения между Саидом и Шеннон улучшаются, но это не нравится Буну. Локк оглушает его ударом по голове, связывает, а когда тот просыпается, мажет каким-то раствором ему рану на голове и оставляет в джунглях. От этого раствора у Буна начинаются видения. Ему кажется, что монстр напал на Шеннон. Он выпутывается и бежит её спасать, но монстр убивает её. Бун плачет над её телом, а потом идёт к Локку и обвиняет его в смерти сестры, но Локк показывает, что Шеннон сейчас флиртует с Саидом. Смерть Шеннон — это видение, действие мази Локка. Бун понимает, что без Шеннон ему гораздо легче. После этого он стал холоднее относиться к сестре.